# Самота (новела)
«Самота́» (фр. Solitude) — новела французького письменника Гі де Мопассана, написана в 1884 році. Твір є авторським міркуванням на тему самотності людини. На його створення вплинули депресивні настрої письменника, які були притаманні йому в останні роки життя.

## Історія
Ця новела вперше надрукована 31 березня 1884 року в газеті «Le Gaulois». Пізніше Гі де Мопассан включив її до складу збірки «Добродій Паран». Російський письменник Лев Толстой відгукнувся на її появу так: 
|  | Я не знаю більш хапливого за серце крику відчаю людини, що усвідомлює свою самотність, заблукалої, як вираження цієї думки в чудовому оповіданні «Solitude». |

 Перший український переклад цього твору належить перу Михайла Дейнара, він побачив світ у восьмитомному зібранні творів Гі де Мопассана, виданому видавництвом «Дніпро».

## Сюжет
Оповідач гуляє з другом вулицями Парижа і ділиться з ним своїми відчуттями: він не хоче повертатися до свого порожнього житла, але і серед людей не відчуває себе сприйнятим і зрозумілим. Попри близькість друзів та жінок він все ж самотній і цю самоту підкреслювали у своїх творах видатні поети (Альфред де Мюссе, Сюллі Прюдом), оповідач висловлює свої почуття словами Гюстава Флобера: «Всі ми мешкаємо у пустелі, ніхто нікого не розуміє».